# Ройзман Зиновій Олександрович
Ройзман Зиновій Олександр (11 вересня 1941, Одеса — 6 червня 2022, Москва) — радянський і російський кінорежисер, сценарист. Відомий також як письменник, драматург та публіцист. Заслужений діяч мистецтв Російської Федерації (2018), Член Спілки кінематографістів Росії, член Гільдії кінорежисерів Росії.

## Біографія
Народився 11 вересня 1941 року в Одесі, обложеній союзними з нацистською Німеччиною румунськими військами, що вторглися на територію СРСР. Незадовго до повної румунської окупації Одеси морським шляхом разом із родичами було вивезено з міста та евакуйовано до Середньої Азії. В евакуації мати Ройзмана захворіла на висипний тиф, і він 9 місяців перебував в узбецькій сім'ї, де його вигодувала грудьми узбечка.
Після кількох переїздів З. Ройзман влаштувався Ташкенті. Працював зварювальником на заводі пластмасових виробів. Закінчив режисерський факультет Ташкентського театрально-художнього інституту імені О. М. Островського (вечірнє відділення, майстерня А. І. Гінзбурга, 1964).
З 1963 року — режисер та актор республіканського театру ляльок у Ташкенті, з 1964 року — режисер кіностудії «Узбекфільм». Поставив понад десять мультиплікаційних фільмів. Автор сценаріїв низки мультиплікаційних фільмів, автор та режисер кількох сюжетів сатиричного кіножурналу «Наштар».
Автор п'єси «Золота сірка», книг для дітей (серед них «Про Ведмедика, якого не чекали», «Вірні друзі»), опублікованих у ташкентських видавництвах. У 1990-го багато писав про кіно і телебаченні в журналі «Таллін» (Естонія).
Із середини 1960-х працював у ігровому кіно. У художніх картинах «26-го не стріляти» (режисер Р. Батиров), «Подвиг Фархада» (режисер А. Хачатуров), «Чінара» (трьохсерійний телевізійний фільм режисера 3. Сабітова) був другим режисером. У 1977 році поставив свою першу художню кінокартину «Дім під спекотним сонцем», відзначену премією Ленінського комсомолу та чотирма призами (приз за головну жіночу роль — Д. Камбарова, приз за образотворче рішення — Е. Калантаров, приз за музику до фільму — Р. А.). Вільданов, приз за розкриття робочої теми на Всесоюзному кінофестивалі в Єревані).
На початку 1990-х років Ройзман як творець фільму «Кодекс мовчання» (1990) став об'єктом різкої критики з боку нової республіканської влади, і в 1992 вирішив залишити Узбекистан. Залишивши на деякий час роботу в кіно, він оселився в московській малогабаритній квартирі, подарованої матір'ю, що поїхала за кордон. Протягом двох років Ройзман працював вантажником на Північному ринку Москви та, за словами режисера, «думати забув про кіно».
Декілька років працював режисером озвучування на НТВ. Поверненню З. Ройзмана у професію сприяли головний редактор об'єднання «Екран» Герман Грошев, продюсер Владилен Арсеньєв, режисер та продюсер Джанік Файзієв, продюсери Андрій Разбаш та Іван Демидов. Після постановки 1998 року разом із Дмитром Бруснікіним багатосерійного телефільму «Чехов і Ко» (у якому зайняті всі зірки МХАТу, зокрема зіграли свої останні ролі у кіно Олег Єфремов і Олена Майорова), Ройзман успішно продовжив кар'єру режисера і сценарист ігрового кіно.
З. Ройзман любив знімати гостросюжетне кіно: детектив, пригоди, історичні, гостросюжетні драми. Останніми роками режисер працював у серіальному кіно.
Зі всіх поставлених фільмів режисер особливо виділяє два: першу самостійну роботу «Будинок під спекотним сонцем» (1977) і телесеріал «У кожного своя війна» (2010), можливості зняти який З. Ройзман чекав сім років. Проте, телесеріал «У кожного своя війна» довго лежав «на полиці» і з'явився російських телевізійних каналах лише кілька років після завершення.
Помер 6 червня 2022 на 81-му році життя.